# グロワール (軽巡洋艦)
グロワール （Croiseur Gloire） はフランス海軍の軽巡洋艦。ラ・ガリソニエール級軽巡洋艦の1隻。艦名は「栄光、名誉」という意味の女性名詞「Gloire」に因む。

## 艦歴

1939年にアメリカのニューヨークを訪問した「グロワール」。

就役後の「グロワール」は1937年11月18日にブレストへ到着した。12月1日にフランス領インドシナへ派遣され、1938年4月16日にブレストに帰還した。1939年1月に「グロワール」は第4巡洋艦隊へ編入され、その後英米を訪問している。第二次世界大戦勃発後の1939年10月から12月にかけて改装を受けた後、「グロワール」は金塊を輸送する戦艦「ダンケルク」に付き添ってカナダへ向かった。帰還時にはカナダ陸軍部隊を輸送する船団を護衛し、その後はマルセル・ブルーノ・ジャンスール大将率いる襲撃部隊（Force de Raid）の一員として大西洋で哨戒任務に就いた。1940年6月にフランスが降伏した際、「グロワール」はアルジェに所在していたが、7月4日にトゥーロンへ帰還した。「グロワール」を含む第4巡洋艦隊はヴィシー政権に属し、フランス独立海軍の一部となった。
「グロワール」は当初、ヴィシー政権に忠誠を誓った。だが、チャドとカメルーンが自由フランス軍を支持したことは政治的な失態とみなされ、枢軸国海軍委員会は軽巡洋艦「モンカルム」と「ジョルジュ・レイグ」をY部隊としてダカールに派遣することを許可した。2隻は何ら妨害を受けることなくジブラルタルを通過した後、9月14日に到着した。この事態によって、ジブラルタルのイギリス軍司令官が解任される結果となった。9月18日、2隻に続いて第4巡洋艦隊はフランス領赤道アフリカのリーブルヴィルに向けて出航したが、彼らはイギリス軍に迎撃された。「グロワール」は機関故障に見舞われてイギリス艦隊を振り切ることができなかったため、引き返して連合軍の重巡洋艦「オーストラリア」及び「カンバーランド」によって「護衛」されながらカサブランカへ入港した。そのため「グロワール」は、その後のイギリス軍によるダカール攻撃に遭遇しなかった。
4月から7月にかけて「グロワール」はカサブランカで改装を受け、1942年9月12日には客船「ラコニア」が沈没した後の救助活動に参加、9月17日夕刻に現場に到着している。

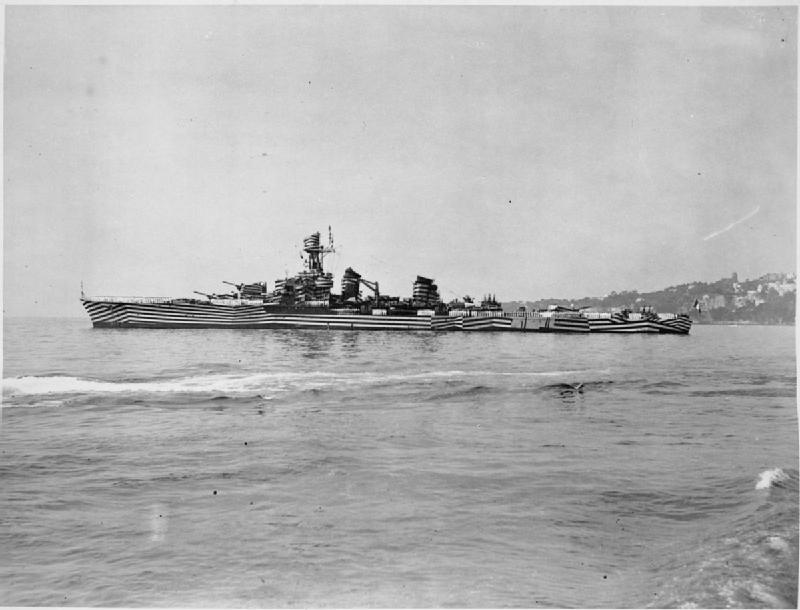
1944年にナポリで撮られた本艦。ダズル迷彩が施されている。

1942年11月、連合軍による北アフリカ侵攻（トーチ作戦）とそれに伴うドイツ軍による休戦協定破棄（アントン作戦）の後、「グロワール」は連合国側に復帰した。ダカールを拠点に生き残っていた3隻のラ・ガリソニエール級軽巡洋艦は、いずれも1943年に改装された。姉妹艦がフィラデルフィアで改装されたのと異なり、「グロワール」はニューヨークで改装された。この改装で航空機運用設備を撤去し、代わって対空兵器を追加している。改装成った「グロワール」はその後、ダカールを拠点にする。これは他の自由フランス海軍及びイタリア共同交戦海軍の巡洋艦と共同で、中部大西洋および南大西洋において枢軸国軍の封鎖突破船を捜索するものであった。「グロワール」は1944年1月16日までこの任務に従事し、その後地中海へ移動した。

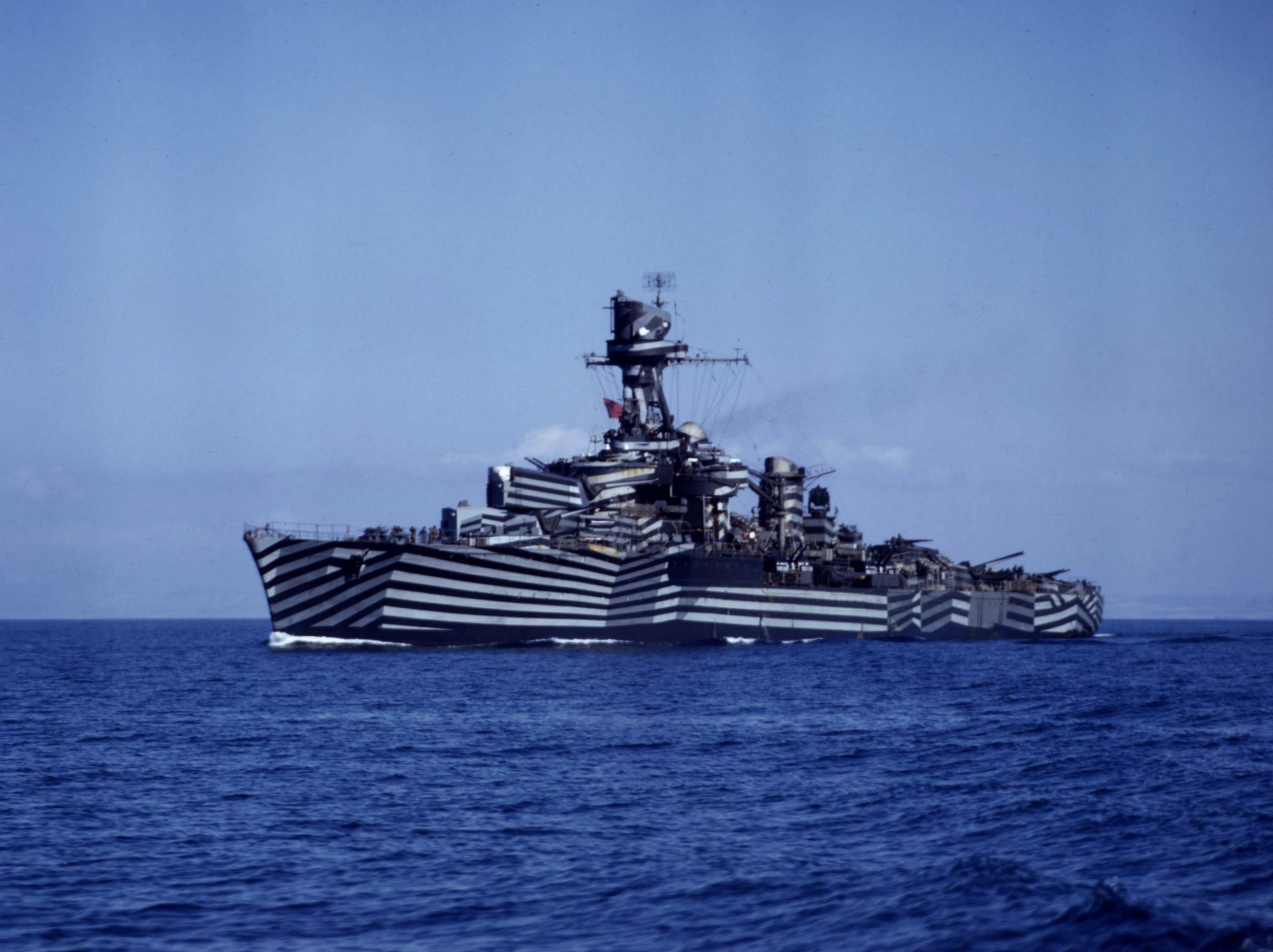
「グロワール」を写したカラー写真。

2月には連合軍のアンツィオ上陸（シングル作戦）を支援する。この任務で「グロワール」はガエータ湾沿岸の敵陣地を艦砲射撃し、計604発の砲弾を発射したほか、イタリアとコルシカ島に兵員を輸送した。4月27日から6月17日までアルジェで改修を行った後、8月には南フランスへの上陸作戦（ドラグーン作戦）に参加し、8月15日から28日にかけて火力支援で約2,000発の砲弾を発射した。12月のアメリカへの特別航海を除き、「グロワール」は終戦までフランスとイタリアのリヴィエラ沿岸部で連合軍を支援し続けた。
戦後、「グロワール」はフランス領インドシナに3回派遣された。1955年2月1日に予備役に編入され、1958年1月2日に廃棄が宣告された。

## 参考図書
- 「世界の艦船 増刊第50集 フランス巡洋艦史」（海人社）
- 「世界の艦船 1986年1月増刊号 近代巡洋艦史」（海人社）
- 「世界の艦船 2010年1月増刊号 近代巡洋艦史」（海人社）
- 「Conway All The World's Fightingships 1860-1905」（Conway）
- 「Conway All The World's Fightingships 1906-1922」（Conway）
- Jordan, John & Moulin, Jean (2013). French Cruisers 1922–1956. Barnsley, UK: Seaforth Publishing. ISBN 978-1-84832-133-5
- Whitley, M. J. (1995). Cruisers of World War Two: An International Encyclopedia. London: Cassell. ISBN 1-86019-874-0